# Katalin Varga
Katalin Varga (1 de julio de 1980) es una deportista húngara que compitió en esgrima, especialista en la modalidad de florete.
Ganó cuatro medallas en el Campeonato Europeo de Esgrima entre los años 1999 y 2013.

## Palmarés internacional
| Campeonato Europeo | Campeonato Europeo  | Campeonato Europeo | Campeonato Europeo  |
| Año                | Lugar               | Medalla            | Prueba              |
| ------------------ | ------------------- | ------------------ | ------------------- |
| 1999               | Bolzano (Italia)    | Medalla de bronce  | Florete por equipos |
| 2001               | Coblenza (Alemania) | Medalla de plata   | Florete por equipos |
| 2002               | Moscú (Rusia)       | Medalla de plata   | Florete por equipos |
| 2013               | Zagreb (Croacia)    | Medalla de bronce  | Florete por equipos |